# 1596 en science
| Années de la science : 1593 - 1594 - 1595 - 1596 - 1597 - 1598 - 1599    |
| Décennies de la science : 1560 - 1570 - 1580 - 1590 - 1600 - 1610 - 1620 |

Cet article présente les faits marquants de l'année 1596 en science.

## Événements
- 18 mai : départ du troisième voyage de Willem Barents, qui recherche le passage du Nord-Est, découvre  l'Île aux Ours (9 juin) et le Spitzberg (17 juin) dans l'Océan glacial arctique. Il hiberne en Nouvelle-Zemble[1].
- 13 août : David Fabricius observe la première étoile variable, Mira, dont la période précise sera déterminée 40 ans plus tard[2].

- Johannes Kepler développe une théorie des polyèdres réguliers permettant de construire un modèle de l’Univers[3].
- Ludolph van Ceulen publie les 20 premières décimales de π[4].
- John Harington invente la toilette avec chasse d'eau, perfectionné en 1775 par l'orloger Alexander Cumming qui la dote d'un siphon[5].

## Publications

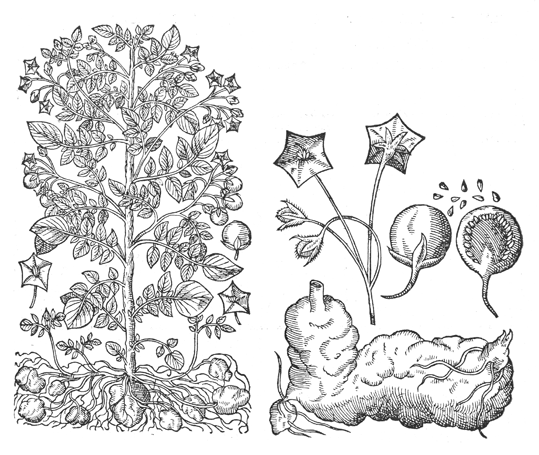
Illustration d'une pomme de terre extraite de Pinax theatri botanici.

- Gaspard Bauhin : Pinax theatri botanici, sive Index in Theophrasti, Dioscoridis, Plinii, et botanicorum qui a seculo scripserunt opera.
- Tycho Brahe : Epistolarum Astronomicarum Liber Primus, 1596, Uranieborg.
- Joachim Camerarius le Jeune : Eklekta Georgika, Sive Opuscula Quaedam de Re Rustica, partim collecta, partira composita a Joachimo Camerario. Inclytae Reipub. Norib. Medico.,. Editio iterata auctior. Noribergae (Nuremberg), Paul Kaufmann, 1596, sur l'agriculture.
- Andrea Cesalpino : De metallicis libri tres, Rome, 1596.
- Ludolph van Ceulen : Van den circkel". Première publication de l'approximation de Pi. Publié par Jan Andriesz Boeckvercooper de Maret-Veldt à Gulden ABC, 1596.
- Giovanni Paolo Gallucci : De fabrica, et usu hemisphaerii uranici (1596), livre de gnomonique.
- Johannes Kepler : Mysterium Cosmographicum (le Mystère cosmographique) traité où il propose que le Soleil exerce une force qui diminue avec la distance et maintient les planètes dans leurs orbites.
- Abraham Ortelius : Synonymia Geographica (1596).
- Adrien Romain :
  - La collection météorologique : Ventorum sec. recentiores dictinctorum usus, imprimé à Wurzbourg, 1596, par Adrianus van Romanus.
  - La réponse à Viète : Problema Apollinacum quo datis Aribus circulis quaeritur quartus eos contingens, antea ab illustri viro D. Francisco Vieta ... omnibus mathematicis sed potissimum Belgii ad construendum propositum jam vero, imprimé par G. Fleischmann, Wircebvrg (Wurzbourg), 1596.

## Naissances

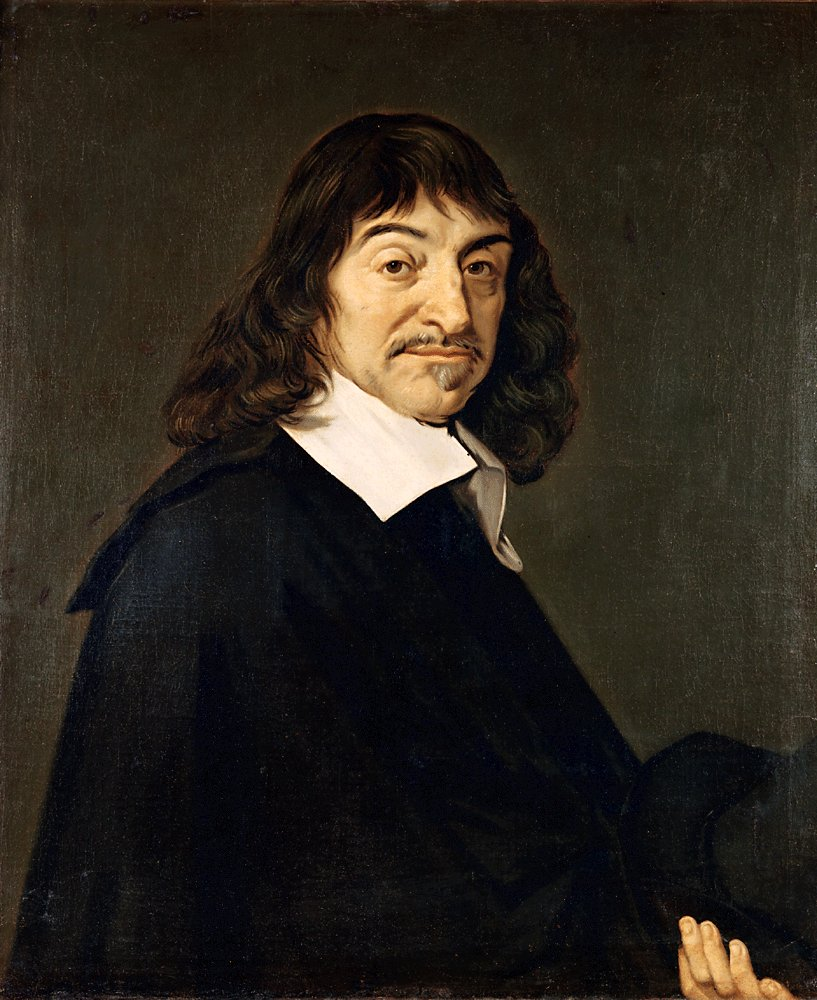
René Descartes

- 31 mars : René Descartes (mort en 1650), mathématicien et philosophe français.
- 23 octobre : Daniel Hay du Chastelet (mort en 1671), homme d'Église et mathématicien français.

- Jacob Golius (mort en 1667), orientaliste et mathématicien néerlandais.
- Vers 1596 : Andreas Cellarius (mort en 1665), mathématicien et cartographe néerlando-allemand.

## Décès
- 28 janvier : Sir Francis Drake (né en 1542) corsaire et explorateur anglais. Il est le premier anglais à faire un voyage autour du monde.
- 19 février : Blaise de Vigenère (né en 1523), diplomate, cryptographe, alchimiste et astrologue français.
- 3 mars : Giovan Vettorio Soderini (né en 1526), agronome florentin.
- 21 juin : Jean Liebault (né en 1535), médecin et agronome français.
- 11 septembre : Pieter Dirkszoon Keyser (né en 1540), navigateur néerlandais.
- 15 septembre : Leonhard Rauwolf (né en 1535 ou 1540), naturaliste, médecin, botaniste et explorateur allemand.